# Standerton
Standerton es una localidad sudafricana de la provincia de Mpumalanga.

## Geografía
Está ubicada al sureste de Johannesburgo, en la orilla norte del río Vaal. Se encuentra junto a la vía férrea que une Johannesburgo con Durban.

## Historia
En el pasado pertenecía al Transvaal. El nombre de la localidad se deriva del nombre del antiguo propietario del lugar, un tal Adrian Stander, que luchó contra los británicos en Boomplaats en 1848. La ciudad fue fundada en la década de 1870 y en 1903 adquirió estatus de municipio. A comienzos del siglo XX, en 1904, tenía contabilizada una población de 4589 habitantes, de los cuales 2136 eran «blancos». Por entonces era centro de una importante región agrícola y ganadera, y en sus alrededores había yacimientos de carbón.